# Рябинки (Сергиево-Посадский район)
Рябинки — упразднённая деревня в Сергиево-Посадском городском округе Московской области России.

## География
Урочище находится в северной части области, в зоне хвойно-широколиственных лесов, к северу от автодороги 46Н-10535, на расстоянии примерно 37 километров (по прямой) к северо-западу от города Сергиев Посад, административного центра округа.

### Климат
Климат характеризуется как умеренно континентальный, с умеренно холодной зимой и тёплым летом. Среднегодовая температура воздуха — +2,7 °C. Средняя температура воздуха самого холодного месяца (января) — −11,3 °C (абсолютный минимум — −48 °C), средняя температура самого тёплого (июля) — +17 °С (абсолютный максимум — +36 °C). Годовое количество атмосферных осадков — 630 мм, из которых около 70 % выпадает в период с апреля по октябрь.

## История
Отмечена на карте Александровского уезда 1808 года.
В «Списке населённых мест Владимирской губернии по сведениям 1859 года» населённый пункт упомянут как владельческая деревня Александровского уезда, расположенная в 62 верстах от уездного города. В деревне насчитывалось 7 дворов и проживал 51 человек (19 мужчин и 32 женщин).
По состоянию на 1905 год, в Рябинки имелось 9 дворов и проживало 40 человек. В административном отношении входила в состав Константиновской волости.